# The Other Final
The Other Final (Originaltitel: The Other Final. Bhutan vs. Montserrat) ist ein Dokumentarfilm des niederländischen Regisseurs Johan Kramer aus dem Jahr 2003, der von einem Fußball-Länderspiel zwischen Bhutan und Montserrat handelt.

## Handlung
Die Fußballnationalmannschaften des im Himalaya gelegenen buddhistischen Königreiches Bhutan und der zwischen 1995 und 1997 von einem Vulkan weitgehend verwüsteten Karibik-Insel Montserrat standen im Jahr 2002 auf den beiden letzten Positionen (Platz 202 Bhutan und Platz 203 Montserrat) der FIFA-Weltrangliste. Am 30. Juni 2002, dem Tag des Endspiels um die Fußball-Weltmeisterschaft 2002 zwischen Brasilien und Deutschland, trafen beide Teams vor rund 25.000 Zuschauern im über 2.700 m hoch gelegenen Changlimithang Stadium in der bhutanischen Hauptstadt Thimphu aufeinander. Das Spiel endete 4:0 (1:0) für Bhutan.
Der niederländische Regisseur Johan Kramer hielt dieses Länderspiel sowie die Vorbereitungen in den beteiligten Ländern und seitens der Organisatoren dokumentarisch fest. Der Film zeigt den Enthusiasmus von Spielern und Fans aus völlig unterschiedlichen Kulturkreisen. Auf der einen Seite spielte ein sonst eher beschaulich lebendes buddhistisches Bergvolk, auf der anderen Seite eine bunte Truppe von Calypso- und Reggae-vernarrten Insulanern mit britischem Pass – fernab der Stadien, die üblicherweise im Mittelpunkt des Fußballinteresses stehen.

## Hintergrund
Das Länderspiel Bhutan gegen Montserrat ist seinerzeit von Johan Kramer unter dem Eindruck des Ausscheidens des niederländischen Nationalteams in der Qualifikation zur Fußball-WM 2002 initiiert worden. Ausgetragen wurde die Partie dann mit Billigung der FIFA. Auf einer im Film festgehaltenen Pressekonferenz in Bhutan weist Kramer darauf hin, dass die Sponsoren der Endspielteilnehmer Deutschland und Brasilien – adidas und Nike – auf Nachfrage „kein Interesse“ daran zeigten, auch Sponsoren der Mannschaften dieses Spiels in Bhutan zu sein.
Die Mannschaft von Bhutan wurde vom niederländischen Coach Arie Schans trainiert, der häufig im Ausland für zumeist kleinere Vereine oder Länderteams tätig ist.
Geleitet wurde das Spiel von FIFA-Schiedsrichter Steve Bennett aus England.
| Bhutan                                                                 | Bhutan | Montserrat | Montserrat |
| ---------------------------------------------------------------------- | --- | --- | ---------- |
| Bhutan                                                                 | \| Freundschaftsspiel \| \| 30. Juni 2002 um 10:54 Uhr in Thimphu, Bhutan (Changlimithang Stadium) \| \| Zuschauer: 25.000 \| \| Schiedsrichter: Steve Bennett ( England) \| | \| Freundschaftsspiel \| \| 30. Juni 2002 um 10:54 Uhr in Thimphu, Bhutan (Changlimithang Stadium) \| \| Zuschauer: 25.000 \| \| Schiedsrichter: Steve Bennett ( England) \| | Montserrat |
| Bhutan                                                                 | 19 Puspalal Chhetri – 5 Passang Tshering, 7 Ugyen Wangchuk, 15 Karma Yeshey, 16 Nangze Dorji, 18 Dorji Khandu, 2 Sonam Tenzin – 4 Pema, 11 Sonam Jamtsho, 12 Kinley Dorji, 13 Ugyen Dorji, 17 Ugyen Dorji – 10 Wangay Dorji, 3 Bhim Kumar Chhetri, 9 Dinesh Chhetri Cheftrainer: Arie Schans ( Niederlande) | 1 Cecil Lake – 2 Charles Thompson, 3 David James, 4 Paul Lynch, 6 Crenston Buffonge – 5 Clayton O’Donaghue, 7 Willix Antoine, 18 Elton Williams, 14 Kurt Phyil, 19 Kelvin Pondo – 8 Vladimir Farrell, 11 Joseph Morris, 20 Ottley Laborde, 13 Shane Greenaway, 15 Julian Wado, 12 Ashton Buffong Cheftrainer: William Lewis | Montserrat |
| Bhutan                                                                 | 1:0 Wangay Dorji (4.) 2:0 Wangay Dorji (67.) 3:0 Dinesh Chhetri (76.) 4:0 Wangay Dorji (78.) | | Montserrat |
| Bhutan                                                                 | Dorji Khandu | David James | Montserrat |
| Freundschaftsspiel                                                     | | |            |
| 30. Juni 2002 um 10:54 Uhr in Thimphu, Bhutan (Changlimithang Stadium) | | |            |
| Zuschauer: 25.000                                                      | | |            |
| Schiedsrichter: Steve Bennett ( England)                               | | |            |

## Auszeichnungen
- 2003: Preis des Filmfestivals von Avignon für den besten Dokumentarfilm
- 2003: Preis des Bermuda International Film Festivals: Spezielle Erwähnung in der Kategorie Dokumentarfilm
- 2005: Die Goldene 11 – Publikumspreis des 11 mm Fußballfilmfestivals in Berlin